# 光明之心 ～幸福的麵包～
《光明之心～幸福的麵包～》是2012年4月12日開始播放的電視動畫，為世嘉電子角色扮演遊戲《光明之心》衍生動畫，Production I.G製作。

## 故事
故事以「心」為關鍵，敘述流浪到和平島嶼上的主角遇見失去感情的神秘少女，並藉著與島上居民心靈交流來取回少女感情的故事。

## 登場人物

### 麵包店「魯‧克魯」
里克（聲：神谷浩史）
種族：人類，年齡：16歳。
漂流至溫達利亞島的少年。被亞梅兒一行人救醒了。後在一個叫作「魯‧克魯」的麵包店作麵包，現在客人對他的評價逐漸上升中。穩重的性格，但是由於失去了記憶，有時候會反射性的出現曾經失去的表情。
會使用劍術，其身手還不錯，好像認識輝夜。
亞梅兒（聲：伊藤加奈惠）
種族：人類，年齡：15歳。
麵包店「魯‧克魯」的服務員之一。
主要在廚房與里克一起做麵包。店裡最能幹的，是大家的總管。雖然是直言不諱的性格，但是到了自己的關鍵的時刻卻不能直率的去面對。跟里克一樣，同樣是漂流至溫達利亞島的人。
妮莉絲（聲：相澤舞）
種族：人類，年齡：16歳。
麵包店「魯‧克魯」的服務員之一。
主要負責店面的接待和結帳。比亞蜜露和艾雅莉年長一歲，人脈好，姐姐般的存在。
店裡的資金管理十分精細，但其他方面卻十分大條。會使用弓箭，其弓術的技巧還不錯，能在射出第一發箭矢後，在用第二發箭矢擊中先射出去的箭矢。跟里克一樣，同樣是漂流至溫達利亞島的人。
艾雅莉（聲：三上枝織）
種族：人類，年齡：15歳。
麵包店「魯‧克魯」的服務員之一。
主要負責送外賣。稍稍有些天然，她的溫柔而可愛的笑容非常受到顧客與小朋友的喜愛。只是有時候聊天會忘記時間，讓店裡的大家很擔心。跟里克一樣，同樣是漂流至溫達利亞島的人。

### 主要登場居民
瑪黛拉（聲：江森浩子）
種族：人類，年齡：72歳。
傳授亞蜜兒和里克麵包技術的老師，也是麵包店的店主。非常疼愛里克他們，有時候很嚴厲，有時候很和藹。
辉夜（聲︰桑島法子）
於動畫第3話漂流至溫達利亞島的少女，擁有一條精靈石項鍊，好像認識里克。
漢克（聲︰佐藤正治）
種族：矮人族
住在山裡的工匠，技術深得瑪黛拉信任。
在海邊拾到謎一般的黑色機械人偶。
女王（聲︰橘田泉）
漢克拾獲的機械人偶，輝夜的"僕人"。
小梅（聲︰齋藤千和）
種族：獸人族，年齡：17歲
平常是古董店店主，專門幫人鑒定礦物或是金幣等物品，不過其實真面目卻是獸人族的怪盜，身輕如燕的貓娘，性格好勝。
身為怪盜的稱號為「BLACK TAIL」。
梅露蒂（聲︰釘宮理惠）
種族：半妖精，年齡：310歲
喜歡甜點又任性，而且又非常不坦率的傲嬌魔女大小姐，是住在村子邊緣洋館裡的魔女，擅長冰之魔法。
非常喜歡冰淇淋，不擅長跟人接觸，因為使魔索爾貝擔心從來都不出現在太陽底下的梅露蒂，因此拜託她一起前往尋找究極的冰淇淋的研究素材。
索爾貝（聲︰金田朋子）
梅露蒂的使魔。因擔心主人，而到訪魯‧克魯購買能為主人作為參考之用的甜麵包。

### 妖精森林
亞爾文（聲：神谷浩史）
種族：妖精，年齡：119歲
冷漠又高傲的精靈守護者，也是守護妖精之森的守護者之長。雖然對其他種族很冷漠，不過對同樣出身的妖精族卻很溫柔。拉娜的哥哥。
拉娜（聲：廣橋涼）
種族：妖精，年齡：118歳。
住在妖精之林，與討厭人類的其他妖精不一樣，喜歡跟人類在一起的少女。喜歡自由奔放的歌舞，但也很會察言觀色，為了不讓嚴格的哥哥誤解而儘量迎合他。

### 溫達利亞王國
拉格納斯（聲︰綠川光）
種族：人類，年齡：20歲
溫達利亞王國的王子。會用豎琴來詠唱讚頌愛情，總是在城裡庭院的噴水池彈奏著豎琴。
露菲娜（聲︰堀江由衣）
種族：人類，年齡：18歲
溫達利亞王國的公主，被稱為“溫達利亞聖女”，也是拉格納斯王子的妹妹。性格溫柔親切，總是在城堡的庭院的午茶時間品嘗著各種紅茶與花茶。
蘿娜（聲︰廣橋涼）
種族：獸人族，年齡：16歲
公主貼身侍女兼廚師，雖然平常是個少根筋的女僕，不過只要手上拿著利刃就會變成料理跟劍的高手達人。身為露菲娜公主貼身侍女的她，同時也是公主的廚師，平常雖然都在廚房料理美食，但其實也是公主身邊的守護者，內心其實是個英勇武士的她，在女僕裝的底下隱藏著各式各樣的刀刃。

### 其他居民
塞米（聲︰藤東知夏）
牧場的老闆娘，有為《瑪黛拉的麵包店》和《魯‧克魯》供應奶類製品。
龍（聲︰麻生智久）
醫生。
伊利亞（聲︰高山ゆうこ）
護士。
約翰（聲︰逢坂良太）
漁民。
Vance（聲︰高岡瓶瓶）
約翰的爺爺。
芙羅拉（聲︰大浦冬華）
只在動畫版登場。酒吧的老闆娘。她也是失去了過往記憶的漂流人。

## 工作人員
- 原作：SEGA
- 企劃：澤田剛
- 監督・系列構成：川崎逸朗
- 腳本：川崎逸朗、谷村大四郎
- 角色原案：Tony
- 音樂：菊田裕樹
- 製作人：中山雅弘、後藤政則、重田國義、稻葉順一
- 輔助設計：小谷杏子、常木志伸
- 美術設定：青木智由紀、イノセユキエ
- 總作畫監督：八尋裕子
- 美術監督：池信孝、溫水陽子
- 背景：Studio Easter
- 色彩設定：田中美穂（Studio Road）
- 特殊效果：村上正博
- 攝影監督：大庭直之
- 攝影：Raretrick
- 編輯：植松淳一
- 音響監督：長崎行男
- 音響效果：山田稔
- 音響製作：Production Ducks
- 動畫製作人：黑澤亙
- 制作案・設定制作：菅野和人
- 動畫製作：Production I.G
- 製作：Le Cool愛好會

## 主題曲
片頭曲

作詞、作曲、編曲：前山田健一
歌：亞梅兒（CV：伊藤加奈惠）、妮莉絲（CV：相澤舞）、艾雅莉（CV：三上枝織）
片尾曲

作詞、作曲、編曲：前山田健一
歌：亞梅兒（CV：伊藤加奈惠）、妮莉絲（CV：相澤舞）、艾雅莉（CV：三上枝織）
插入歌
- （第3話、第10話）

作詞：澤田剛，作曲、編曲：菊田裕樹
歌：Lia（Veil）
- （第3話、第11話）

作詞：Bee'、作曲：上松範康、編曲：藤田淳平
歌：Lia（Veil）

## 各話標題
| 話數 | 日文標題 | 中文標題         | 劇本       | 分鏡     | 演出            | 作畫監督                                 |
| ---- | -------- | ---------------- | ---------- | -------- | --------------- | ---------------------------------------- |
| 1    |          | 歡迎光臨 心      | 川崎逸朗   | 川崎逸朗 | 森之宮彩花      | 宮川智惠子 頂真司                        |
| 2    |          | 風暴來臨之日     | 谷村大四郎 | 川崎逸朗 | 鳥羽聰          | 福田紀之 Hwang Mi JUNG                   |
| 3    |          | 燈火管制         | 川崎逸朗   | 川崎逸朗 | 駿              | 田畑昭 小谷杏子                          |
| 4    |          | 機械人           | 川崎逸朗   | 川崎逸朗 | 石原步          | 武田欣弘                                 |
| 5    |          | 像要融化一樣     | 谷村大四郎 | 川崎逸朗 | 政木伸一        | 青山正宣 永田正美                        |
| 6    |          | 來自王子的委託   | 谷村大四郎 | 川崎逸朗 | 頂真司          | 植田実 頂真司                            |
| 7    |          | 各自的心         | 川崎逸朗   | 川崎逸朗 | 丸山由太        | 櫻井正明、青野厚司 竹上貴雄              |
| 8    |          | 漂流人           | 谷村大四郎 | 川崎逸朗 | 藏本穂高        | 飯飼一幸                                 |
| 9    |          | 怪盜再現         | 谷村大四郎 | 川崎逸朗 | 鳥羽聰          | 長田繪里 福田紀之                        |
| 10   |          | 來自異世界的使者 | 谷村大四郎 | 川崎逸朗 | 政木伸一        | 山崎輝彥、松尾真彥 飯飼一幸、永田正美    |
| 11   |          | 決戰             | 川崎逸朗   | 川崎逸朗 | 小野葉渡        | 植田實、田畑昭 沼津雅人、寒川步 嶋田俊彦 |
| 12   |          | 幸福的麵包       | 川崎逸朗   | 川崎逸朗 | 頂真司 川崎逸朗 | 小谷杏子、頂真司 八尋裕子                |

## 播放電視台
日本深夜動畫：下文記載的日本国内播放時間使用日本標準時間（UTC+9）表示。因為部分時間标识會採用30小时制，因此請留意这类超过24:00的时间，其實際播放時間為翌日清晨。
| 電視台         | 播放日期                | 播放時間             | 電視台系列 | 備註   |
| -------------- | ----------------------- | -------------------- | ---------- | ------ |
| 每日放送       | 2012年4月12日 - 7月5日  | 星期四 26:55 - 27:25 | 日本新聞網 |        |
| 東京都會電視台 | 2012年4月14日 - 6月30日 | 星期六 22:30 - 23:00 | 獨立局     |        |
| 中部日本放送   | 2012年4月18日 - 7月4日  | 星期三 26:30 - 27:00 | 日本新聞網 |        |
| NICONICO頻道   | 2012年4月18日 - 7月4日  | 星期三 24:30 - 25:00 | 網絡電視   |        |
| AT-X           | 2012年4月19日 -         | 星期四 10:00 - 10:30 | 衛星電視   | 有重播 |

## 外部連結
- 光明之心 ～幸福的麵包～官方網站（页面存档备份，存于）（日語）